# Самнер (округ Джефферсон, Вісконсин)
Самнер (англ. Sumner) — місто (англ. town) в США, в окрузі Джефферсон штату Вісконсин. Населення — 846 осіб (2020).

## Демографія
Згідно з переписом 2010 року, у місті мешкали 832 особи в 356 домогосподарствах у складі 245 родин. Було 538 помешкань
Расовий склад населення:
| - 97,7 % — білих - 0,6 % — чорних або афроамериканців - 0,5 % — корінних американців - 0,2 % — азіатів |

До двох чи більше рас належало 0,6 %. Частка іспаномовних становила 1,6 % від усіх жителів.
За віковим діапазоном населення розподілялося таким чином: 16,3 % — особи молодші 18 років, 62,9 % — особи у віці 18—64 років, 20,8 % — особи у віці 65 років та старші. Медіана віку мешканця становила 49,7 року. На 100 осіб жіночої статі у місті припадало 102,9 чоловіків;  на 100 жінок у віці від 18 років та старших — 101,7 чоловіків також старших 18 років.
Середній дохід на одне домашнє господарство  становив 70 474 долари США (медіана — 56 979), а середній дохід на одну сім'ю — 79 847 доларів (медіана — 66 458). Медіана доходів становила 57 031 долар для чоловіків та 35 395 доларів для жінок. За межею бідності перебувало 8,2 % осіб, у тому числі 12,5 % дітей у віці до 18 років та 6,2 % осіб у віці 65 років та старших.
Цивільне працевлаштоване населення становило 404 особи. Основні галузі зайнятості: освіта, охорона здоров'я та соціальна допомога — 23,0 %, виробництво — 16,8 %, будівництво — 11,4 %, роздрібна торгівля — 9,2 %.